# Saint-Romain-sous-Gourdon
Saint-Romain-sous-Gourdon ist eine französische Gemeinde mit 480 Einwohnern (Stand 1. Januar 2022) im Département Saône-et-Loire in der Region Bourgogne-Franche-Comté (vor 2016 Bourgogne). Sie gehört zum Arrondissement Autun, zum Kanton Charolles (bis 2015 Saint-Vincent) und zum Kommunalverband Communauté urbaine Le Creusot Montceau-les-Mines.

## Geografie
Saint-Romain-sous-Gourdon liegt etwa 40 Kilometer westsüdwestlich von Chalon-sur-Saône. Umgeben wird Saint-Romain-sous-Gourdon von den Nachbargemeinden Saint-Vallier im Norden, Gourdon im Norden und Osten, Le Rousset-Marizy im Süden sowie Pouilloux im Westen.

## Bevölkerungsentwicklung
| Jahr                      | 1962 | 1968 | 1975 | 1982 | 1990 | 1999 | 2006 | 2013 |
| Einwohner                 | 367  | 329  | 284  | 381  | 460  | 454  | 492  | 473  |
| Quelle: Cassini und INSEE |      |      |      |      |      |      |      |      |

## Sehenswürdigkeiten
- Kirche Saint-Romain aus dem 11. Jahrhundert, seit 1937 Monument historique

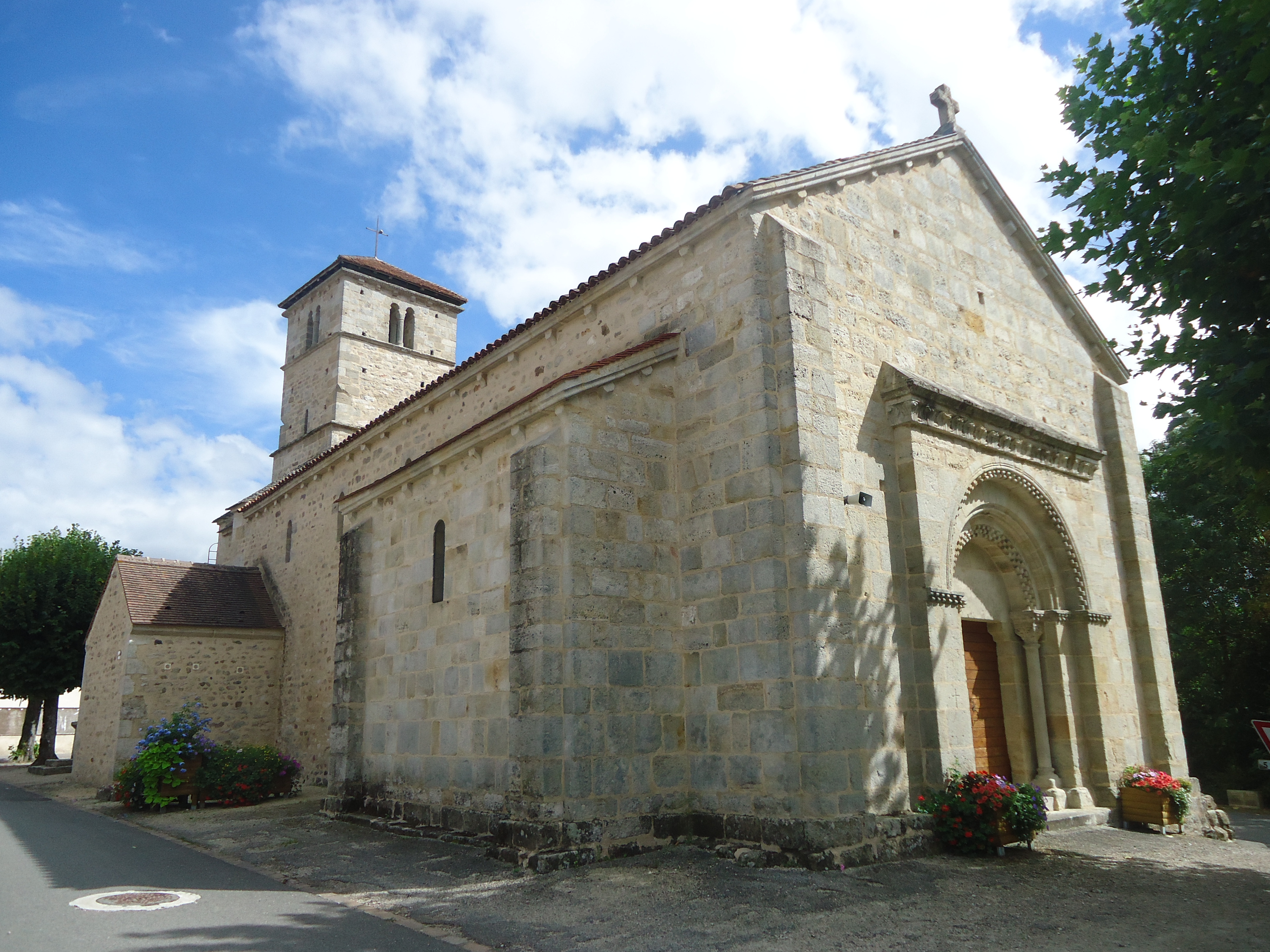
Kirche Saint-Romain